# Cladactella manni
Cladactella manni is een zeeanemonensoort uit de familie Actiniidae.
Cladactella manni is voor het eerst wetenschappelijk beschreven door Verrill in 1899.